# Len Fox (homme politique)
Pour les articles homonymes, voir Len Fox et Fox.
Leonard Albert Fox (29 mars 1943-8 octobre 2018) est un homme politique canadien de la Colombie-Britannique. Il est député provincial créditiste de la circonscription britanno-colombienne de Prince George-Omineca de 1991 à 1994 et réformiste (en) de 1994 de 1996.

## Biographie
Né à Telkwa en Colombie-Britannique, Fox étudie sur place et à Smithers. En 1958, il s'installe à Quesnel et y travaille comme apprenti orfèvre et fabricant de montres. Après sa formation, il se dirige vers Vanderhoof où il joue au hockey sur glace avec les Vanderhoof Bears (en). Après avoir servi comme conseiller scolaire, il sert pendant trois mandats consécutifs comme maire de Vanderhoof à partir de 1981.
Après un passage à l'Assemblée législative de la Colombie-Britannique, il quitte le caucus créditiste pour siéger avec le nouveau Parti réformiste.
Fox sert à nouveau comme maire de 1999 à 2008.